# Bietschhorn
Bietschhorn  (3 934 m) är ett berg i Bernalperna i Schweiz. Bergets nordöstra och södra sluttningar utgör delar av världsarvet Schweiziska alpernas Jungfrau-Aletsch som även omfattar berget Jungfrau och glaciären Aletsch
Bietschhorn ligger söder om Lötschental och i norra änden av Bietschtal och Baltschiedertal. De flesta bergsklättrare bestiger berget antingen från Bietschhornhütte eller Baltscheiderklause. Det bestegs förstsa gången den 13 augusti 1859 av Leslie Stephen, med guiderna Anton Siegen, Johann Siegen och Joseph Ebener. En beskrivning av denna händelse publicerades av Leslie Stephen i hans bok The Playground of Europe (1871).